# Usmã dã Fodio
Usmã dã Fodio (em fula: Usman dan Fodio; em árabe: عثمان بن فودي; romaniz.: Uthman ibn Fodi), nascido Usumã bim Foduiê (em fula: Usuman ɓin Foduye; nascido em Gobir, 15 de dezembro de 1754 – Socoto - 20 de abril de 1817), foi um xeique, estudioso, professor religioso, revolucionário, líder militar, escritor fula que promoveu Islã sunita e fundou o Califado de Socoto. Fazia parte de uma classe fula urbanizada que vivia nos Reinos hauçás desde o início de 1400 no que hoje é o norte da Nigéria. Pertencia à escola de fiqh maliquista (jurisprudência islâmica) e era um fiel seguidor do Credo Islâmico Athari.
Dan Fodio ensinou o fiqh maliquista na cidade-estado de Gobir até 1802 quando, motivado por suas ideias reformistas e sofrendo uma repressão crescente por parte das autoridades locais, levou seus seguidores ao exílio. Este exílio deu início a uma revolução política e social que se espalhou de Gobir por toda a Nigéria e Camarões modernos, e teve eco em um movimento de jiade liderado pelos fulas em toda a África Ocidental. Dan Fodio recusou grande parte da pompa do governo e, enquanto desenvolvia contatos com reformistas religiosos e líderes da jiade em toda a África, ele logo passou a liderança real do estado de Socoto para seu filho, Muhammed Bello.
Dan Fodio escreveu mais de cem livros sobre religião, governo, cultura e sociedade. Ele encorajou a alfabetização e a bolsa de estudos, tanto para mulheres quanto para homens, e várias de suas filhas surgiram como acadêmicas e escritoras. Seus escritos e ditos continuam a ser muito citados hoje, e muitas vezes são chamados de Shehu na Nigéria. Alguns seguidores consideram que dan Fodio foi um mujaddid, um "reformador do Islã" divinamente inspirado.
A revolta de Dan Fodio foi um episódio importante de um movimento descrito como Fula jihads nos séculos XVII, XVIII e XIX. Seguiu-se às jiades travadas com sucesso em Futa Bundu, Futa Toro e Futa Jalom entre 1650 e 1750, o que levou à criação desses três estados islâmicos. Por sua vez, Usmã inspirou uma série de jiades da África Ocidental posteriores, incluindo as de Seku Amadu, fundador do Império de Macina, Alhaji Omar Tal, fundador do Império Tuculor, que se casou com uma das netas de Dan Fodio e Modibo Adama, fundador do Emirado de Adamawa.

## Impacto religioso e político
Muitos dos fulas liderados por Usmã dã Fodio estavam descontentes com o fato de os governantes dos Estados hauçás estarem misturando o Islã com aspectos da religião regional tradicional. Usmã criou um estado teocrático com uma interpretação mais rígida do Islã. Em Tanbih al-ikhwan 'ala ahwal al-Sudan, ele escreveu: "Quanto aos sultões, eles são, sem dúvida, incrédulos, embora professem a religião do Islã, porque praticam rituais politeístas e afastam as pessoas do caminho de Deus e hastear a bandeira de um reino mundano acima da bandeira do Islã. Tudo isso é descrença de acordo com o consenso de opiniões”.
No Islã fora do mundo árabe, David Westerlund escreveu: “A jiade resultou em um estado teocrático federal, com ampla autonomia para os emirados, reconhecendo a autoridade espiritual do califa ou do sultão de Socoto”.
Usmã abordou em seus livros o que viu como as falhas e deméritos dos governantes africanos não muçulmanos ou nominalmente muçulmanos. Algumas das acusações que fez foram corrupção em vários níveis da administração e negligência dos direitos das pessoas comuns. Usmã também criticou a pesada tributação e a obstrução dos negócios e comércio dos Estados hauçás pelo sistema jurídico.

## Escritos
Usmã dã Fodio "escreveu centenas de obras sobre ciências islâmicas que vão desde credo, jurisprudência maliquista, crítica hádice, poesia e espiritualidade islâmica", a maioria delas em árabe. Ele também escreveu cerca de 480 poemas em árabe, fula e hauçá.